# Zona 4 (Ciudad de Guatemala)
Zona 4, o Zona 4° Norte, anteriormente nombrada como Cantón Exposición es una de las 25 zonas en las que se divide la Ciudad de Guatemala. Fue creada por medio de un decreto durante el Gobierno del presidente Manuel Lisandro Barillas, con el propósito de recordar el triunfo alcanzado en la Exposición Universal de París en 1889. El diseño de la zona 4 es diferente al resto de zonas de la ciudad ya que sus calles y avenidas no se encuentran distribuidas en la tradicional cuadrícula, sino que se ubican de manera diagonal y sus bloques son de diferente tamaño. El diseño de esta zona se trazó durante el Gobierno de José María Reina Barrios, quien impulsó la economía del país, promoviendo el crecimiento poblacional urbano. 
Las calles de esta zona se ubican a 45 grados, inspirado en el trabajo del urbanista francés Georges-Eugène Haussmann, y su remodelación del trazo de París, desde un principio se distribuyeron los bloques con 4 lotes cada uno orientados a los 4 puntos cardinales, una vía principal dividía esta zona (actualmente la 7a avenida). El trazo y construcción de esta zona estuvo a cargo del director general del Cuerpo de Ingenieros del Ejército, Claudio Urrutia y en un inicio esta zona contaba solamente con 40 casas. 
Ubicada al sur del Centro histórico de la Ciudad de Guatemala es conocida por ser una zona agradable con sorprendentes cosas por hacer. Se caracteriza por sus amplios espacios de recreación, áreas verdes, zonas peatonales, restaurantes, bares y zonas amigables con las mascotas. Culturalmente destaca por sus exposiciones de arte y sus diferentes actividades artísticas que se llevan a cabo en la Plaza de la República. Este lugar dinámico es conocido por sus similitudes con algunos barrios de Brooklyn como Vinegar Hill y Williamsburg, gracias en parte por el arte y la vista de calle que ofrecen los lugares coloridos dentro de la zona como el distrito cultural Cuatro Grados Norte. Por su accesibilidad, atractivos nocturnos y seguridad es una de las zonas hoteleras con más demanda después de Zona 10.

## Zonificación de la ciudad
Durante la alcaldía de Mario Méndez Montenegro (1945-1949), Aguilar Batres fue regidor municipal. En 1949 fue elegido como alcalde su amigo, el ingeniero Martín Prado Vélez, quien nombró a Aguilar Batres como jefe del Departamento de Planificación de la Municipalidad de Guatemala; durante esta época desarrolló los siguientes proyectos:
- Propuso la división de la ciudad en 25 zonas ubicadas en espiral alrededor de la zona central para facilitar el crecimiento de la ciudad.
- Diseñó una enumeración sistemática de las calles, denominando los caminos que conducen de norte a sur como «avenidas», y los que conducen de oeste a este como «calles». Números con guion serían asignados a cada edificio o vivienda según el camino transversal más cercano y la distancia en metros desde tal camino; posteriormente el sistema fue adoptado por otras ciudades guatemaltecas, como Quetzaltenango.
- Proyectó las vías para lo que luego sería el Centro Cívico de la ciudad.
- Trabajó en la prolongación definitiva de la 6.ª avenida sur y el enlace de la avenida Bolívar con las denominadas «cinco calles»[b]
- Trazó la Avenida de las Américas, y para la cual se negó a la presión de los constructores para que la avenida fuera más estrecha.
- Planificó el anteproyecto del Anillo Periférico y sus ramificaciones, pero este proyecto se desarrolló hasta casi veinte años después.
- Diseñó una «máquina sistematizadora de impulsos eléctricos», parecida a un semáforo, la cual funcionó por un tiempo en el crucero de la 20 calle y 6.ª avenida sur de la zona 1.

A Aguilar Batres también se le debe el proyecto de la ampliación de la ciudad de Guatemala hacia el sur, el cual impulsó a mediados del siglo xx, en un período de aproximadamente 15 años.

## Geografía
La Zona 4 está ubicada en el área centro-sur del «valle de la Ermita» con alturas que varían entre los 1500-1550 (m s. n. m.) y las temperaturas medias oscilan entre los 10 y 25 °C.
- Altitud: 1.500 metros.
- Latitud: 14.6206
- Longitud: -90.5161

La zona está completamente rodeada por otras zonas de la Ciudad de Guatemala:
| Noroeste: Zona 1 | Norte: Zona 1 | Noreste: Zona 5  |
| Oeste: Zona 8    |               | Este: Zona 5     |
| Suroeste: Zona 9 | Sur: Zona 9   | Sureste: Zona 10 |

## Atracciones
La Zona 4 resalta por ser un área urbana con numerosos sitios de interés, por su cercanía a otras zonas principales de la ciudad y por su acceso mediante el sistema BRT del Transmetro es una zona frecuentemente visitada por locales y extranjeros. En este territorio, los ciudadanos viven, trabajan y se recrean, sin necesidad de trasladarse a otros puntos de la Ciudad, salvo si lo desean para realizar sus actividades diarias. Dentro de las atracciones más importantes destacan las siguientes.

### Cuatro Grados Norte

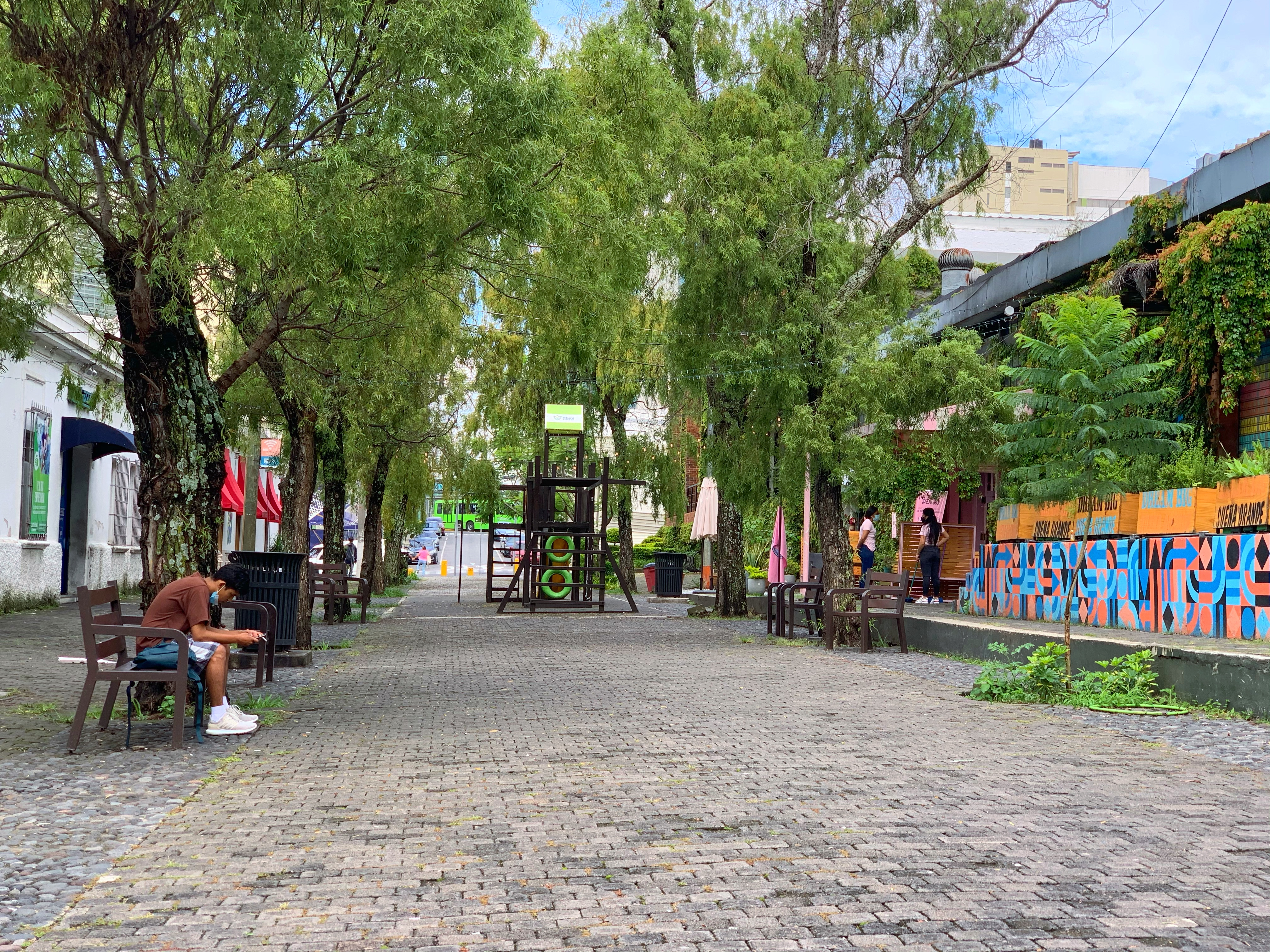
Distrito Cuatro Grados Norte.

Inaugurado en 2002, 4° Norte es un distrito cultural con diferentes áreas públicas para los peatones que aportan una oferta de actividades que permiten satisfacer diferentes necesidades de una sociedad pluricultural. Fue un proyecto de la Municipalidad de Guatemala para convertir esta zona en un área atractiva para los ciudadanos y los visitantes. Además, se crearon muchas áreas verdes y ciclovías. Actualmente, el distrito también cuenta con bares, restaurantes, comercio y actividades culturales y se ha convertido en una de las áreas de moda y de mente abierta de la ciudad, compitiendo con Zona Viva en la zona 10. Esta zona cuenta con el respaldo de una asociación civil de carácter cultural y social, con el objetivo de transformar, mantener y seguir desarrollando el área. Además la Municipalidad de la Ciudad de Guatemala desarrolla proyectos bajo diferentes normas establecidas en un Plan de Ordenamiento Territorial garantizando así su mejora continua y tener como prioridad al peatón. A partir del 2010, mediante iniciativa público-privada se amplía y se agregan espacios de educación, trabajo y vivienda en dicha zona convirtiendo a 4° Norte en un área sostenible bajo el concepto de “Todo en un mismo lugar”, dicho concepto también se puede encontrar en otras zonas de la ciudad como en Ciudad Cayalá ubicada en la zona 16 y en el Centro histórico en la zona 1.

### Plazas y Monumentos
- Monumento de la Estrella.

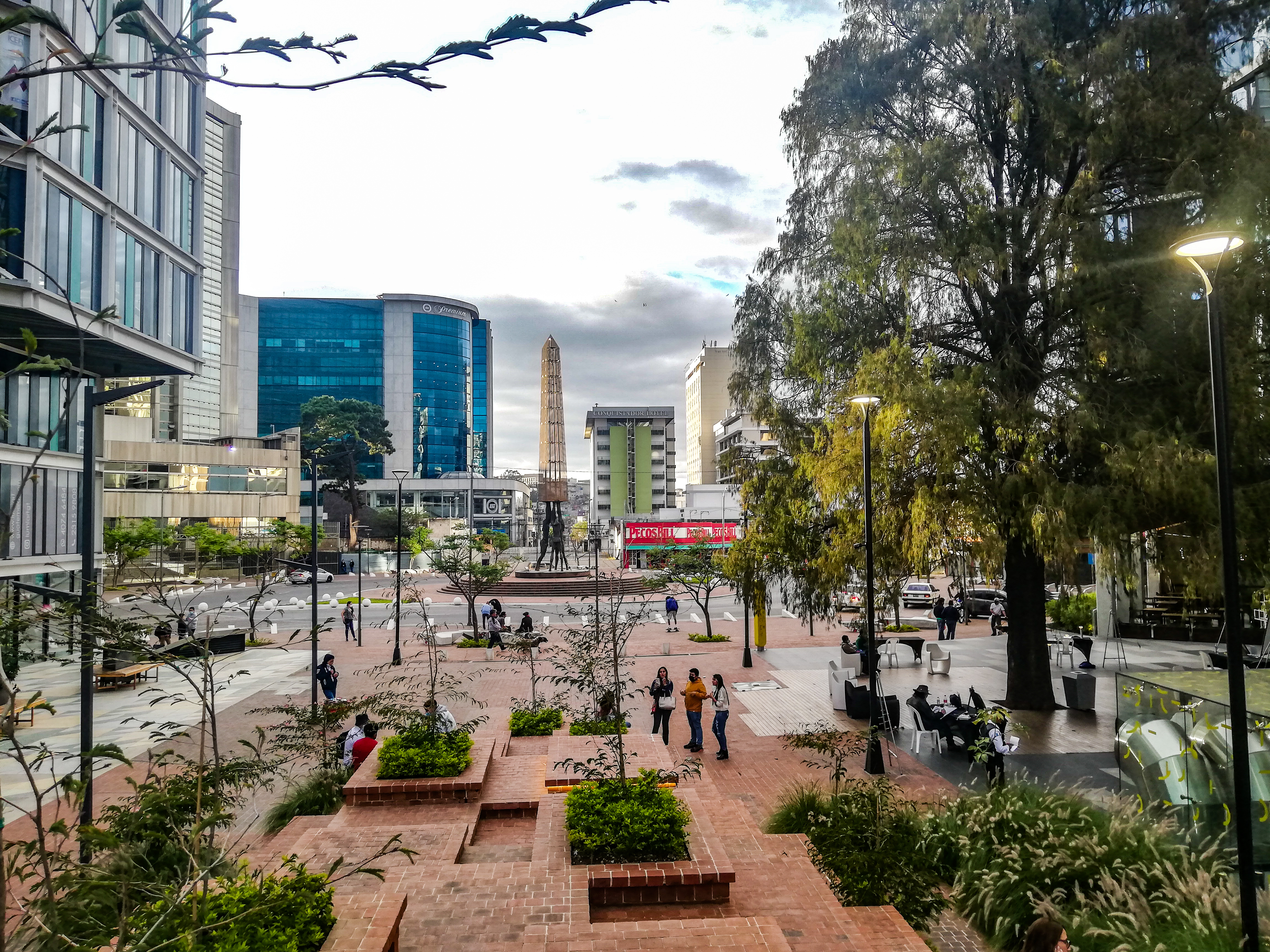
Plaza QUO.

- Monumento Fuerza de la Conectividad.
- Monumentos TEC.
- Plaza de la República.
- Plaza QUO.

### Gastronomía

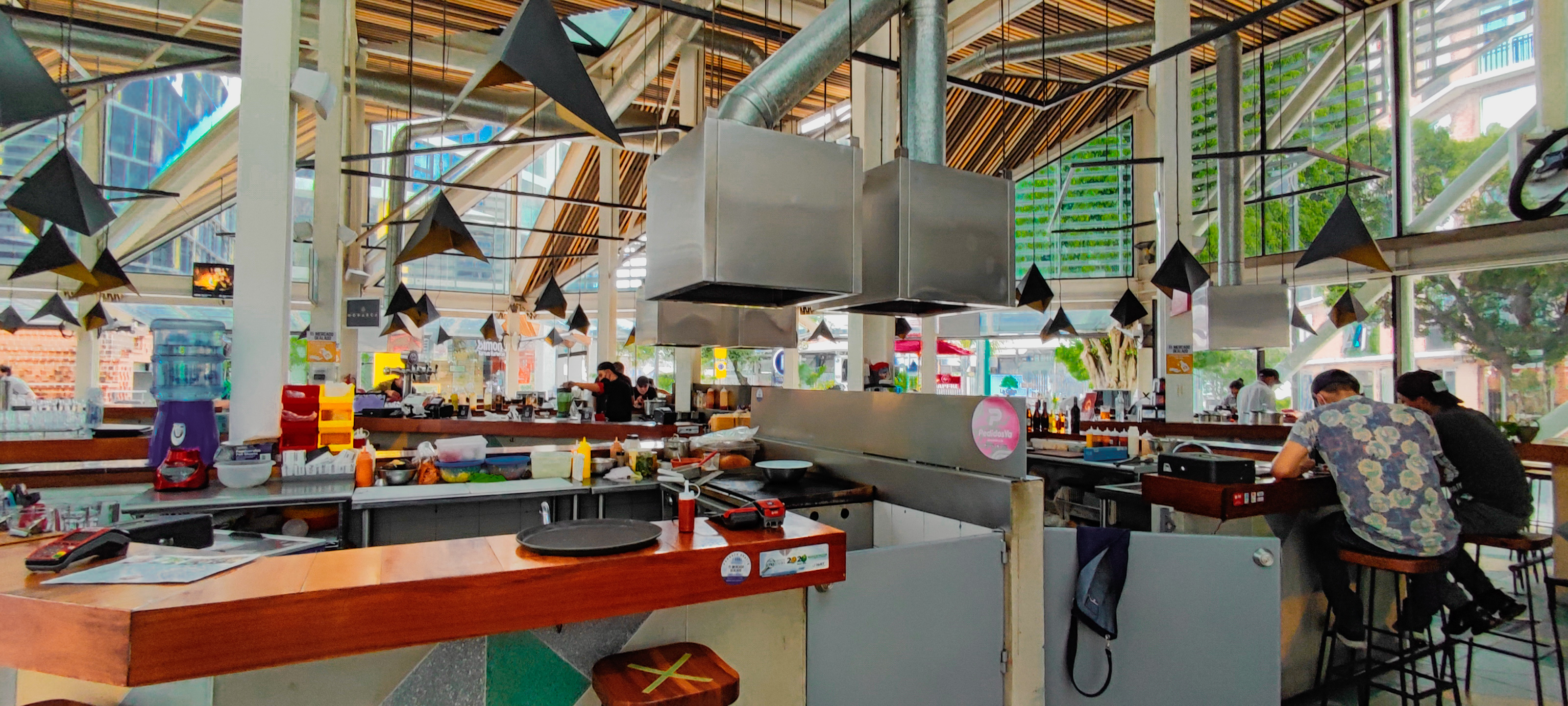
Zona 4 también destaca por ser un destino gastronómico.

Zona 4 también destaca por ser un destino gastronómico por su amplia variedad desde restaurantes familiares y cafeterías hasta bares y discotecas, frecuentados diariamente por locales y extranjeros. Dentro del área se pueden encontrar desde las cadenas más grandes de comida rápida hasta restaurantes exclusivos de comida típica de Guatemala, resaltando por cantidad los restaurantes de shucos (hot-dog tradicional de Guatemala).